# 12-Stunden-Rennen von Sebring 2006

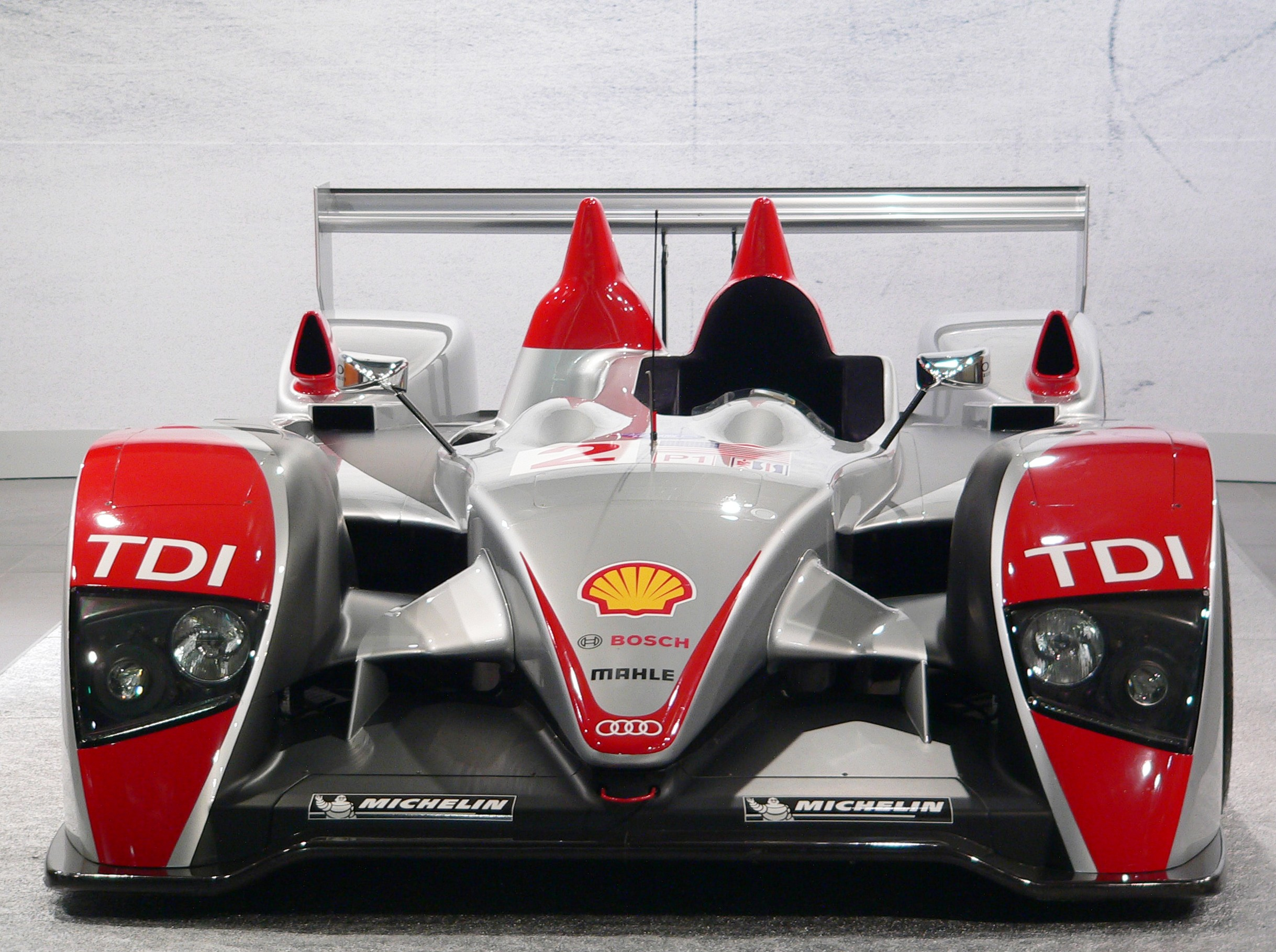
Gab 2006 in Sebring sein Renndebüt; der Audi R10 TDI

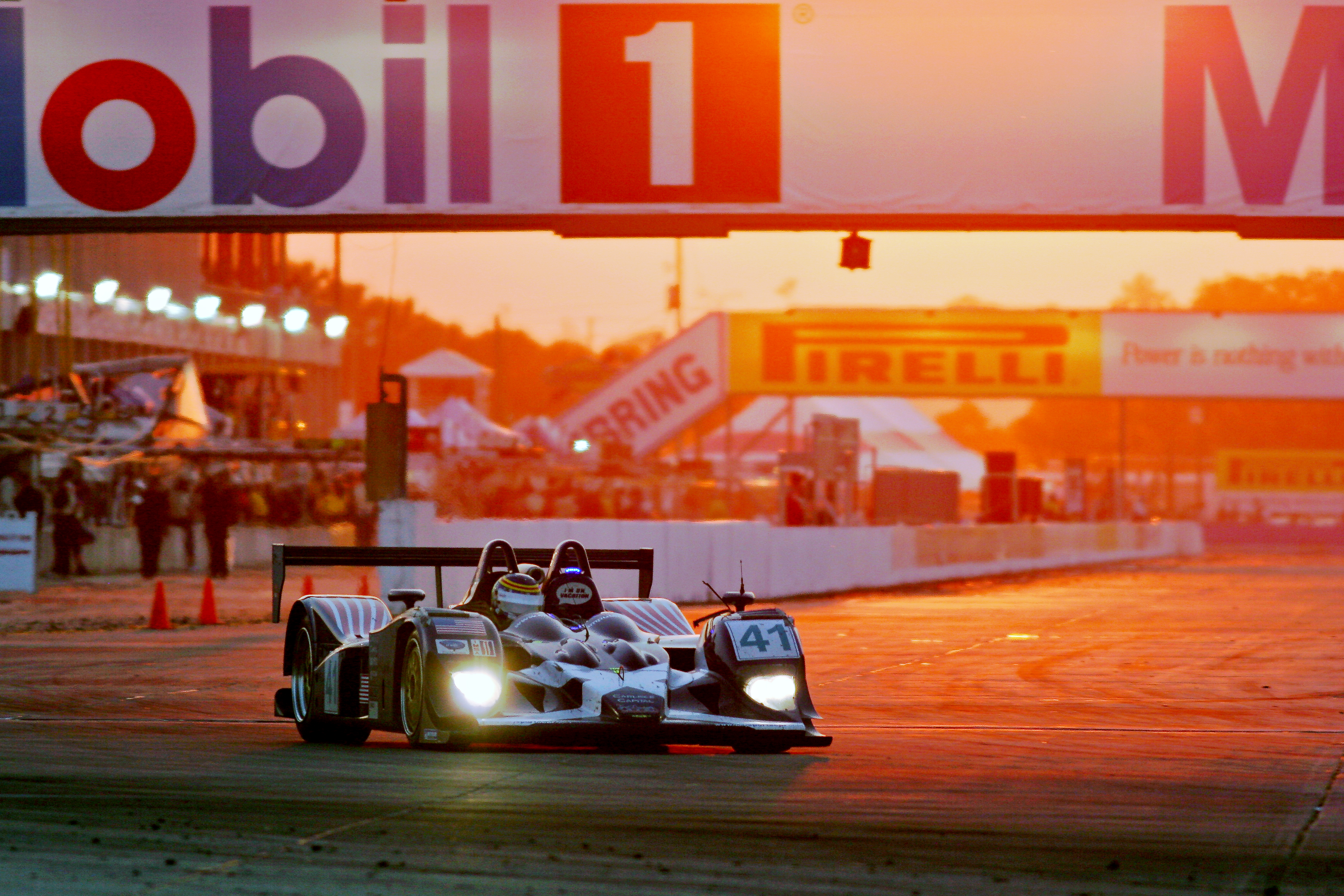
Allen Timpany im Lola B05/40 bei Einbruch der Nacht

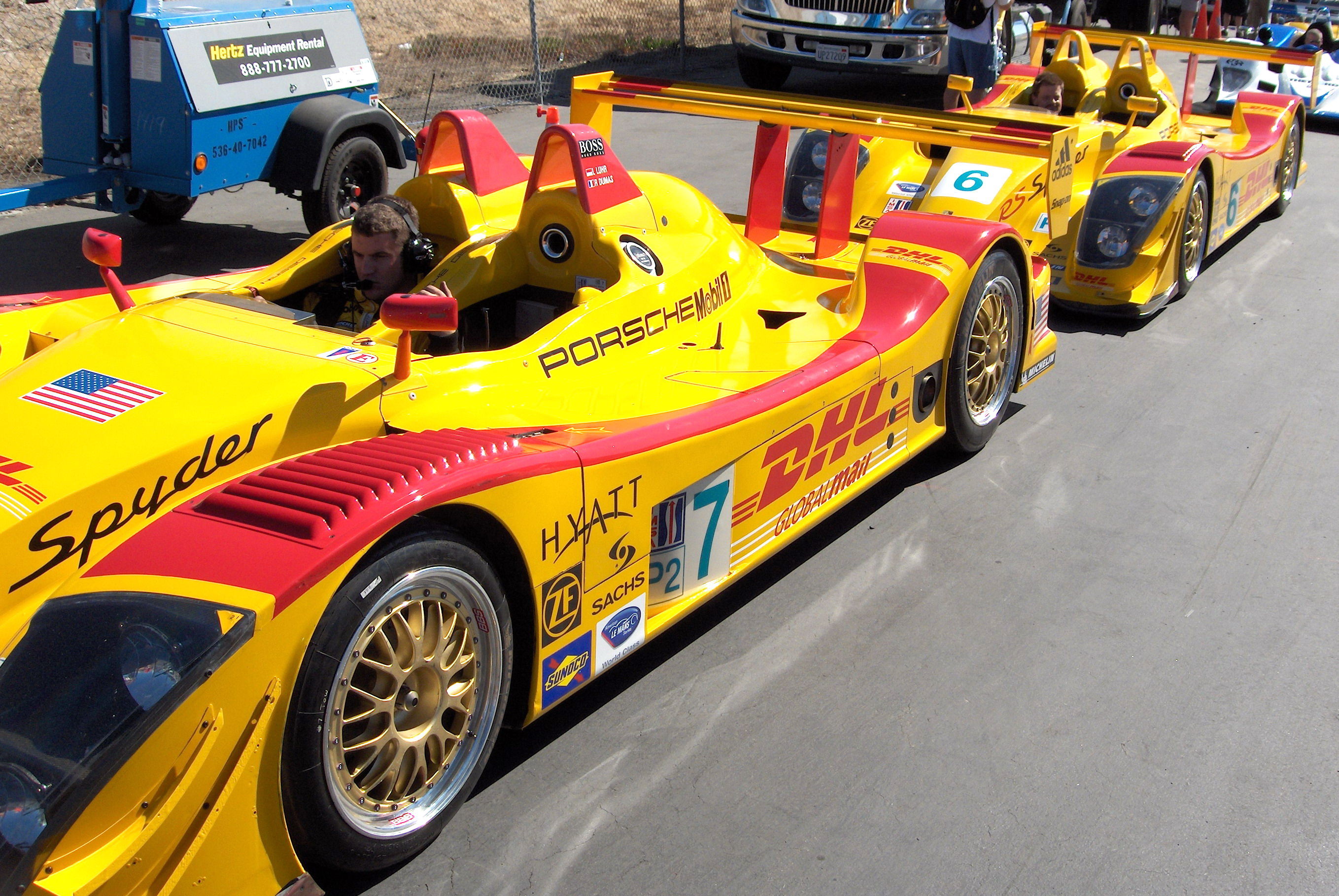
Die beiden Penske-Racing-Porsche RS Spyder

Das 54. 12-Stunden-Rennen von Sebring, auch The 54th Annual Mobil 1 Twelve Hours of Sebring, Sebring International Raceway, fand am 18. März 2006 auf dem Sebring International Raceway statt und war der erste Wertungslauf der ALMS-Saison 2006.

## Vor dem Rennen
Wie im Vorjahr sicherte sich 2005 ein Champion-Racing-Audi R8 die Gesamtwertung der American Le Mans Series. Die Fahrerwertung gewannen Frank Biela und Emanuele Pirro.

## Das Rennen
2006 wurde der erfolgreiche Audi R8 durch den Audi R10 TDI ersetzt. Der Ende 2005 in Paris vorgestellte Rennwagen wurde von einem neu entwickelten 5,5-Liter-Zwölfzylinder-TDI-Motor mit Biturbo-Aufladung angetrieben. Mit über 475 kW und 1200 Newtonmetern übertraf der Le-Mans-Prototyp die Leistungsdaten seines Vorgängermodells. Das mit zwei Partikelfiltern ausgestattete V12-Triebwerk des R10 war durch seine Laufruhe von außen kaum als Dieselaggregat wahrzunehmen. Das maximale Drehmoment von 1,2 Kilonewtonmeter stellt besondere Anforderungen an die Kraftübertragung des R10. Selbst die Motorenprüfstände von Audi Sport mussten auf andere Getriebe umgerüstet werden, um diese hohen Drehmomentbelastungen zu verkraften.
Auch das Fahrgestell des Wagens musste angepasst werden: der R10 TDI hat einen deutlich längeren Radstand als der R8. Bisher einzigartig für einen Le-Mans-Prototyp waren die besonders breiten Vorderreifen. Neue Techniken wurden auch bei der Entwicklung des Monocoques aus kohlenstofffaserverstärktem Kunststoff angewandt. Chassis, Motor und Getriebe bilden eine verwindungssteife, voll tragende Einheit. In Sebring gab der R10 TDI sein Renndebüt.
Der zweite Rennwagen, der in Sebring sein Debüt gab, war der Porsche RS Spyder. Der RS Spyder wurde bei Porsche intern als Typ 9R6 bezeichnet und stellte die erste ausschließlich für den Motorsport konzipierte komplette Neuentwicklung seit dem 911 GT1 dar. Das Chassis war ein zweisitziges Monocoque, das zusammen mit der angeflanschten Motor- und Getriebeeinheit als tragendes Teil des Fahrzeugs fungierte. Der RS Spyder hatte einen ca. 3,4 Liter (3397 cm³) großen 90-Grad-V8-Saugmotor, der gemäß dem LMP2-Reglement von einem 44 mm Durchmesser messenden Luftmengenbegrenzer auf eine Maximalleistung von 353 kW (480 PS) bei 10.300/min eingebremst wurde. Seine Literleistung lag damit bei 103,62 kW (140,88 PS). Der Porsche-intern als Typ MR6 bezeichnete Hochleistungsmotor erreichte sein maximales Drehmoment von 370 Nm bei einer Drehzahl von 7500/min. Die Ansauganlage war mit Einzeldrosselklappen ausgestattet. Die Öffnungszeiten der 4 Ventile je Zylinder wurden von je 2 obenliegenden Nockenwellen (dohc) gesteuert. Die Ölversorgung wurde über eine Trockensumpfschmierung mitsamt Öl-Wasser-Wärmetauscher sichergestellt. Die Abgase entwichen über einen offenen Fächerkrümmer.
Das Debüt der beiden neuen LMP-Prototypen war nicht durchgehend. Der Audi R10 TDI von Frank Biels, Marco Werner und Emanuele Prior fiel schon früh auf Grund eines überhitzten Motors aus. Der zweite Werkswagen, gefahren von Rinaldo Capello, Tom Kristensen und Allan McNish gewann das Rennen. Allerdings war die Konkurrenz in der LMP1-Klasse und damit um den Gesamtsieg äußerst dünn und bestand aus den beiden Dyson-Racing-Lola B06/10 und dem Highcrof-Racing- bzw. Autocon Motorsports-MG-Lola EX257, die den R10 TDI klar unterlegen waren. Auch die beiden RS Spyder sahen nach technischen Defekten keine Zielflagge.
Mit Liz Halliday, Pilotin im Gesamtzweiten Lola B05/40 von Intersport Racing, stand zum ersten Mal in der Geschichte von Sebring eine Frau auf dem Siegerpodest der ersten Drei.

## Ergebnisse

### Schlussklassement
| 1           | LMP1 | 2   | Audi Sport North America          | Rinaldo Capello Tom Kristensen Allan McNish         | Audi R10 TDI               | 349 |
| 2           | LMP2 | 37  | Intersport Racing                 | Jon Field Clint Field Liz Halliday                  | Lola B05/40                | 345 |
| 3           | GT1  | 4   | Corvette Racing                   | Oliver Gavin Olivier Beretta Jan Magnussen          | Chevrolet Corvette C6.R    | 338 |
| 4           | GT1  | 009 | Aston Martin Racing               | Stéphane Sarrazin Pedro Lamy Jason Bright           | Aston Martin DBR9          | 337 |
| 5           | LMP1 | 16  | Dyson Racing Team                 | James Weaver Butch Leitzinger Andy Wallace          | Lola B06/10                | 336 |
| 6           | GT1  | 007 | Aston Martin Racing               | Darren Turner Tomáš Enge Nicolas Kiesa              | Aston Martin DBR9          | 324 |
| 7           | GT1  | 3   | Corvette Racing                   | Ron Fellows Johnny O’Connell Massimiliano Papis     | Chevrolet Corvette C6.R    | 324 |
| 8           | GT2  | 50  | Multimatic Motorsports Team Panoz | David Brabham Scott Maxwell Sébastien Bourdais      | Panoz Esperante GT-LM      | 320 |
| 9           | GT2  | 45  | Flying Lizard Motorsports         | Marc Lieb Johannes van Overbeek Jon Fogarty         | Porsche 996 GT3-RSR        | 320 |
| 10          | GT2  | 62  | Risi Competizione                 | Ralf Kelleners Jaime Melo Anthony Lazzaro           | Ferrari F430 GT Berlinetta | 320 |
| 11          | LMP2 | 41  | Binnie Motorsports                | William Binnie Allen Timpany Rick Sutherland        | Lola B05/40                | 317 |
| 12          | GT2  | 44  | Flying Lizard Motorsports         | Darren Law Seth Neiman Lonnie Pechnik               | Porsche 996 GT3-RSR        | 315 |
| 13          | GT2  | 80  | Team LNT                          | Richard Dean Lawrence Tomlinson Tom Kimber-Smith    | Panoz Esperante GT-LM      | 312 |
| 14          | GT2  | 23  | Alex Job Racing                   | Mike Rockenfeller Klaus Graf Graham Rahal           | Porsche 996 GT3-RSR        | 311 |
| 15          | LMP2 | 33  | Barazi Epsilon                    | Michael Vergers Juan Barazi Elton Julian            | Courage C65                | 293 |
| 16          | GT2  | 31  | Petersen White Lightning          | Jörg Bergmeister Tim Bergmeister Niclas Jönsson     | Porsche 996 GT3-RSR        | 292 |
| 17          | GT2  | 86  | Spyker Squadron                   | Jeroen Bleekemolen Mike Hezemans                    | Spyker C8 Spyder           | 281 |
| 18          | GT1  | 25  | Konrad Motorsports                | Terry Borcheller Jean-Philippe Belloc Tom Weickardt | Saleen S7-R                | 275 |
| 19          | GT2  | 85  | Spyker Squadron                   | Donny Crevels Peter Kox                             | Spyker C8 Spyder           | 248 |
| 20          | GT2  | 56  | Vonka Racing                      | Jan Vonka Mauro Casadei Bo McCormick                | Porsche 996 GT3-RS         | 130 |
| Ausgefallen |      |     |                                   |                                                     |                            |     |
| 21          | LMP2 | 6   | Penske Motorsports                | Lucas Luhr Sascha Maassen Emmanuel Collard          | Porsche RS Spyder          | 323 |
| 22          | GT2  | 79  | J3 Racing                         | Tim Sugden Wolf Henzler Jim Matthews                | Porsche 996 GT3-RS         | 267 |
| 23          | GT2  | 78  | J3 Racing                         | Spencer Pumpelly Jep Thornton Mark Patterson        | Porsche 996 GT3-RS         | 267 |
| 24          | LMP2 | 8   | B-K Motorsports                   | Guy Cosmo James Bach Raphael Matos                  | Courage C65                | 262 |
| 25          | GT2  | 55  | Farnbacher Loles Racing           | Dominik Farnbacher Pierre Ehret Lars-Erik Nielsen   | Porsche 996 GT3-RSR        | 198 |
| 26          | GT2  | 21  | BMW Team PTG                      | Bill Auberlen Joey Hand Ian James                   | BMW M3 E46                 | 197 |
| 27          | LMP2 | 7   | Penske Motorsports                | Timo Bernhard Romain Dumas Patrick Long             | Porsche RS Spyder          | 193 |
| 28          | LMP1 | 20  | Dyson Racing Team                 | Guy Smith Chris Dyson                               | Lola B06/10                | 173 |
| 29          | LMP1 | 9   | Highcroft Racing                  | Duncan Dayton Gregor Fisken Rick Knoop              | MG-Lola EX257              | 128 |
| 30          | GT2  | 22  | BMW Team PTG                      | Justin Marks Bryan Sellers Martin Jensen            | BMW M3 E46                 | 124 |
| 31          | LMP1 | 12  | Autocon Motorsports               | Michael Lewis Chris McMurry Bryan Willman           | MG-Lola EX257              | 121 |
| 32          | LMP1 | 1   | Audi Sport North America          | Frank Biela Marco Werner Emanuele Pirro             | Audi R10 TDI               | 117 |
| 33          | GT2  | 51  | Multimatic Motorsports Team Panoz | Gunnar Jeannette Tommy Milner Bruno Junqueira       | Panoz Esperante GT-LM      | 71  |
| 34          | GT1  | 26  | Konrad Motorsports                | Fabio Babini Paolo Ruberti Jamie Davies             | Saleen S7-R                | 66  |
| 35          | LMP2 | 10  | Miracle Motorsports               | Andy Lally James Gue Andrew Davis                   | Courage C65                | 62  |

### Nur in der Meldeliste
Hier finden sich Teams, Fahrer und Fahrzeuge, die ursprünglich für das Rennen gemeldet waren, aber aus den unterschiedlichsten Gründen daran nicht teilnahmen.
| Pos. | Klasse | Nr. | Team          | Fahrer                          | Chassis     |
| ---- | ------ | --- | ------------- | ------------------------------- | ----------- |
| 36   | LMP2   | 18  | Rachel Welter | Frédéric Hauchard Olivier Porta | WR LMP2     |
| 37   | LMP1   | 32  | Group Bio     | Harri Toivonen Adam Sharpe      | Lola B2K/10 |

### Klassensieger
| Klasse | Fahrer          | Fahrer          | Fahrer             | Fahrzeug                | Platzierung im Gesamtklassement |
| ------ | --------------- | --------------- | ------------------ | ----------------------- | ------------------------------- |
| LMP1   | Rinaldo Capello | Tom Kristensen  | Allan McNish       | Audi R10 TDI            | Gesamtsieg                      |
| LMP2   | Jon Field       | Clint Field     | Liz Halliday       | Lola B05/40             | Rang 2                          |
| GT1    | Oliver Gavin    | Olivier Beretta | Jan Magnussen      | Chevrolet Corvette C6.R | Rang 3                          |
| GT2    | David Brabham   | Scott Maxwell   | Sébastien Bourdais | Panoz Esperante GT-LM   | Rang 8                          |

### Renndaten
- Gemeldet: 37
- Gestartet: 35
- Gewertet: 20
- Rennklassen: 4
- Zuschauer: unbekannt
- Wetter am Renntag: unbekannt
- Streckenlänge: 5,955 km
- Fahrzeit des Siegerteams: 12:01:56,561 Stunden
- Gesamtrunden des Siegerteams: 349
- Gesamtdistanz des Siegerteams: 2078,146 km
- Siegerschnitt: 172,713 km/h
- Pole Position: Allan McNish – Audi R10 TDI (#2) – 1:45,828 – 202,560 km/h
- Schnellste Rennrunde: Allan McNish – Audi R10 TDI (#2) – 1:48,373 – 197,803 km/h
- Rennserie: 1. Lauf zur ALMS-Saison 2006